# Ед Вуд (филм)
Ед Вуд (енгл. Ed Wood) је биографска драмедија из 1994. године.
У филму је представљена ансамблска подела улога. Главне улоге играју Џони Деп, Мартин Ландау, Сара Џесика Паркер, Патриша Аркет, Џефри Џоунс и Бил Мари.

## Радња
Године 1952, Лос Анђелес, Едвард Вуд, пропали позоришни глумац, одлучује да уђе у филмску индустрију. Једног дана сазнаје да продуцент Џорџ Вајс покушава да добије филмска права на живот Кристин Јоргенсен, првог човека који је променио пол. Вуд тражи састанак са Вајсом, али он објашњава Едварду да је немогуће стећи права. Продуцент одлучује да сними предстојећи филм „Променио сам пол!“ на фиктивној основи. У међувремену, Ед упознаје свог идола, хорор глумца Белу Лугосија. Ед одвезе Белу кући и они постају пријатељи. Касније, Вуд убеђује Вајса да је он савршен редитељ филма Променио сам пол!, јер је и сам трансвестит. Ед такође одлучује да користи Лугосија у филму.
Ед и Вајс мењају наслов филма у „Глен или Гленда“. У новом филму, Ед није само редитељ, већ и сценариста, продуцент и главни глумац. Филм је негативно примљен од стране критичара и пропада на благајнама. Еду је затворен пут до великог филма: продуцент Џорџ му каже да је ово најгори филм који је икада видео. Али Вудова девојка, Долорес Фулер, теши га, објашњавајући да се његов филм не уклапа у студијски систем и да може да пронађе независне спонзоре за свој следећи филм, „Невеста монструма“ (Bride of the Monster).
Ед не успева у својим покушајима да прикупи новац за нови филм. Али убрзо убеђује трговца месом Дона Мекоја да преузме спонзорство филма. Он пристаје, али под условом да се филм заврши огромном нуклеарном експлозијом, а у насловној улози игра његов ментално хендикепирани син Тони. Ед успева да заврши филм, али Долорес раскине с њим јер не може да се помири са чињеницом да је он трансвестит. Такође је утврђено да је Лугоси дубоко депресиван и зависник од морфијума. Одлази на клинику да се опорави од зависности од дроге. Док посећује Лугосија у болници, Ед упознаје Кети О'Хару, која је дошла да посети свог оца. Ед је позива на састанак, током којег јој признаје свој трансвестизам. Кејти то тако прихвата. Бела умире нешто касније.
Касније, Ед тражи од вође баптистичке цркве по имену Рејнолдс да финансира његов нови пројекат, „Пљачкаши гробова из свемира“ (Grave Robbers from Outer Space). Ед убеђује Рејнолдса да ће филм бити комерцијално успешан и да ће прикупити довољно новца да оствари Рејнолдсов сан о филмској серији 12 апостола. Али током снимања имају сукобе. Дакле, баптисти приморавају Еда да промени име у „нешто мање богохулно“. Као резултат тога, филм је добио назив „План 9 из свемира“. Финансијери су такође критиковали кастинг, Едов стил режије и његов трансвестизам. Због тога Вуд, баш на снимању и у женској одећи, напушта сет и одлази у ресторан Мусо & Френк Грил, где упознаје Орсона Велса. Он инспирише Еда да се заложи за своју визију филма и супротстави се продуцентима. Одмах након премијере филма у позоришту Пантаџес, Ед предлаже Кејти да се уда за њега. Она пристаје и они заједно путују у Лас Вегас да се венчају.

## Улоге
| Глумац             | Улога               |
| ------------------ | ------------------- |
| Џони Деп           | Едвард Д. Вуд млађи |
| Мартин Ландау      | Бела Лугоси         |
| Сара Џесика Паркер | Долорес Фулер       |
| Патриша Аркет      | Кејти О’Хара        |
| Мајк Стар          | Џорџ Вајс           |
| Џефри Џоунс        | невероватни Крисвел |
| Бил Мари           | Бани Брекинриџ      |
| Џулијет Ландау     | Лорета Кинг         |
| Винсент Д’Онофрио  | Орсон Велс          |
| Лиса Мери          | Мајла Нурми/Вампира |